# Triod bitolski

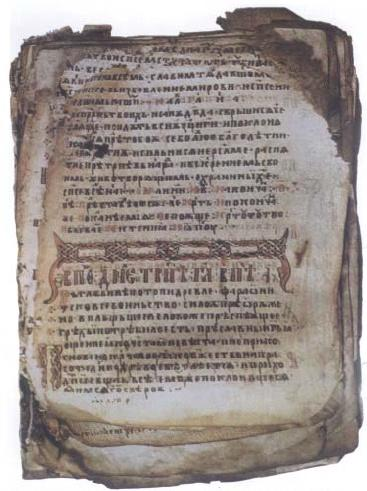
Karta z manuskryptu

Triod bitolski – pochodzący z 2. połowy XII wieku rękopiśmienny macedoński triod (księga liturgiczna z tekstami mszalnymi na okres Wielkiego Postu). Obecnie znajduje się w zbiorach biblioteki Bułgarskiej Akademii Nauk w Sofii.
Licząca 101 pergaminowych kart formatu 27,5×19,5 cm mocno zniszczona księga pisana jest cyrylicą z licznymi wstawkami głagolickimi. W tekście, liczącym po 28 wierszy na stronę, bogato stosowane są skróty i ligatury. Pojawiają się także notacje muzyczne, ozdobne zastawki oraz noty marginesowe, w których podano m.in. okoliczności powstania księgi: została spisana w ciągu trzech zimowych miesięcy przez pochodzącego ze wsi Wapa w zachodniej Macedonii Georgi Gramatyka, pracującego w klasztorze Sveti Vrači. Tekst triodu zachował się w stanie niekompletnym, brakuje początku i końca manuskryptu.
Księga została przywieziona w 1898 roku do bułgarskiej agencji handlowej w Bitoli z jednej z okolicznych wsi. Tam odkrył ją w 1907 roku Jordan Iwanow, który zabrał manuskrypt do Bułgarii. Tekst zabytku ogłosił drukiem w 1984 roku Jordan Zaimov.